# O Jin-u
Oh Jin-woo (ngày 8 tháng 3 năm 1917 — ngày 25 tháng 2 năm 1995) là một sĩ quan cấp cao trong Quân đội Nhân dân Triều Tiên, mang quân hàm Nguyên soái. Ông từng giữ chức vụ Ủy viên Thường vụ Bộ Chính trị Đảng Lao động Triều Tiên, Tổng Tham mưu trưởng Quân đội Nhân dân Triều Tiên và Bộ trưởng Bộ Quốc phòng Triều Tiên từ năm 1976 tới khi qua đời tháng 2 năm 1995. Trong những năm tại nhiệm, Oh là người có quyền lực thứ ba ở Bắc Triều Tiên sau Kim Il-sung và Kim Jong-Il (do đó Oh được xem là người có quyền lực nhất không có quan hệ huyết thống với gia đình Kim).

## Tiểu sử
Oh Jin-woo nguyên quán ở Pukchong, 
Hamgyong Bắc, nhưng sinh ở huyện Uông Thanh, Diên Biên, tỉnh Cát Lâm, Trung Quốc. Tháng 10 năm 1933, Oh tham gia Đội du kích kháng Nhật ở Uông Thanh (liên quân kháng Nhật Đông Bắc). Tháng 7 năm 1937, Oh Jin-woo gia nhập Đảng Cộng sản Trung Quốc. Tháng 2 năm 1948, Oh gia nhập Quân đội Nhân dân Triều Tiên, đảm nhiệm chức vụ Tham mưu trưởng; Lữ đoàn trưởng Lữ đoàn Độc lập.
Năm 1949, Oh nhậm chức Hiệu trưởng trường Khoa học Quân sự. Sau khi chiến tranh Triều Tiên nổ ra, Oh đảm nhiệm chức vụ Sư đoàn trưởng Sư đoàn 43. Năm 1953, Oh bắt đầu chịu nhiệm trách công tác bảo vệ Thủ tướng Kim Nhật Thành.
Năm 1954, Oh nhậm chức Sư đoàn trưởng Sư đoàn 3, đồng thời phong quân hàm Thiếu tướng. Tháng 4 năm 1956, Oh được bầu làm Ủy viên Dự khuyết Ủy ban Trung ương Đảng Lao động Triều Tiên. Tháng 3 năm 1958, Oh nhậm chức Tham mưu trưởng Phòng không Không quân, Không quân Triều Tiên, đồng thời phong quân hàm Trung tướng Không quân.
Tháng 8 năm 1960, Oh được bổ nhiệm giữ chức vụ Quân đoàn trưởng Quân đoàn 1, Quân đội Nhân dân Triều Tiên, thụ phong quân hàm Thượng tướng.
Tháng 9 năm 1961, Oh được bầu làm Ủy viên Ủy ban Trung ương Đảng Lao động Triều Tiên. Tháng 10 năm 1962, Oh Jin-woo được bầu làm Đại biểu Hội nghị Nhân dân Tối cao Cộng hòa Dân chủ Nhân dân Triều Tiên, ông đảm nhiệm liên tục từ khóa thứ III đến khóa thứ IX.
Tháng 10 năm 1963, Oh nhậm chức Thứ trưởng thứ nhất Bộ Bảo vệ Dân tộc Triều Tiên, thụ phong quân hàm Đại tướng. Tháng 10 năm 1966, Oh Jin-woo được bầu làm Ủy viên dự khuyết Bộ Chính trị Đảng Lao động Triều Tiên.
Tháng 4 năm 1967, Oh Jin-woo được bổ nhiệm làm Tổng cục trưởng Tổng cục Chính trị Quân đội Nhân dân Triều Tiên. Năm 1968, Oh Jin-woo được phong danh hiệu Anh hùng nước Cộng hòa Dân chủ Nhân dân Triều Tiên.
Tháng 12 năm 1968, nhậm chức Bí thư Trung ương Đảng Lao động Triều Tiên. Tháng 2 năm 1969, Oh Jin-woo được bổ nhiệm làm Thứ trưởng thứ Nhất Bộ Bảo vệ Dân tộc Triều Tiên kiêm Tổng Tham mưu trưởng Quân đội Nhân dân Triều Tiên.
Tháng 7 năm 1970, Oh nhậm chức Phó Chủ tịch Ủy ban Quân sự Trung ương Đảng Lao động Triều Tiên. Tháng 11 năm 1970, Oh được bầu làm Ủy viên Bộ Chính trị Đảng Lao động Triều Tiên. Tháng 12 năm 1971, Oh kiêm nhiệm Ủy viên Ủy ban Nhân dân Trung ương Triều Tiên, Phó Chủ tịch Ủy ban Quốc phòng Trung ương.
Tháng 5 năm 1976, Oh Jin-woo được bổ nhiệm giữ chức vụ Bộ trưởng Bộ Quốc phòng Triều Tiên (tương ứng Bộ trưởng Quốc phòng) kiêm Tổng Tham mưu trưởng Quân đội Nhân dân Triều Tiên.
Tháng 9 năm 1979, Oh được giao kiêm nhiệm chức vụ Tổng cục trưởng Tổng cục Chính trị Quân đội Nhân dân Triều Tiên.
Tháng 10 năm 1980, Oh Jin-woo được bầu làm Ủy viên Thường vụ Bộ Chính trị Đảng Lao động Triều Tiên, Ủy viên Ủy ban Quân sự Trung ương Đảng Lao động Triều Tiên. Tháng 4 năm 1985, Oh Jin-woo được phong quân hàm Thứ soái, tức Phó Nguyên soái Quân đội Nhân dân Triều Tiên. Tháng 3 năm 1987, Oh được phong tặng Huân chương Kim Il-sung. Tháng 4 năm 1992, Oh Jin-woo được phong quân hàm Nguyên soái Quân đội Nhân dân Triều Tiên.
Oh qua đời năm 1995 vì ung thư phổi, một năm sau khi Kim Il-sung mất.